# Condado de Huérfano
El condado de Huérfano (en inglés: Huerfano County), fundado en 1861, es uno de los 64 condados del estado estadounidense de Colorado. En el año 2000 tenía una población de 7862 habitantes con una densidad poblacional de 2 personas por km². La sede del condado es Walsenburg.

## Toponimia
El condado de Huérfano, debe su nombre a la palabra española huérfano, proveniente del latín orphanus. Se refiere a una persona menor de edad a la que se le ha muerto el padre, la madre o ambos . Ya en 1818, aparece este topónimo en escritos españoles. La palabra huérfano designaba a una colina en forma de Tepuy (Butte) al norte de Walsenburg (conocida como La Plaza de los Leones por los españoles), en los Montes Sangre de Cristo.

## Geografía
Según la Oficina del Censo, el condado tiene un área total de 4126 km² (1593,1 mi²), de la cual 4120 km² (1590,7 mi²) es tierra y 6 km² (2,3 mi²) (0,15%) es agua.

### Condados adyacentes
- Condado de Pueblo - noreste
- Condado de Las Ánimas - sureste
- Condado de Costilla - suroeste
- Condado de Alamosa - oeste
- Condado de Custer - noroeste
- Condado de Saguache - noroeste

## Demografía
En el 2000 la renta per cápita promedia del condado era de $25 775, y el ingreso promedio para una familia era de $32 664. En 2000 los hombres tenían un ingreso per cápita de $24 209 versus $21 048 para las mujeres. El ingreso per cápita para el condado era de $15 242. Alrededor del 18.00% de la población estaba bajo el umbral de pobreza nacional.

## Ciudades y pueblos
- Badito
- Calumet
- Cuchara
- Farista
- Gardner
- La Veta
- Walsenburg